# Championnats d'Europe de cyclisme sur route 2022
Navigation
Championnats d'Europe 2021 Championnats d'Europe 2023

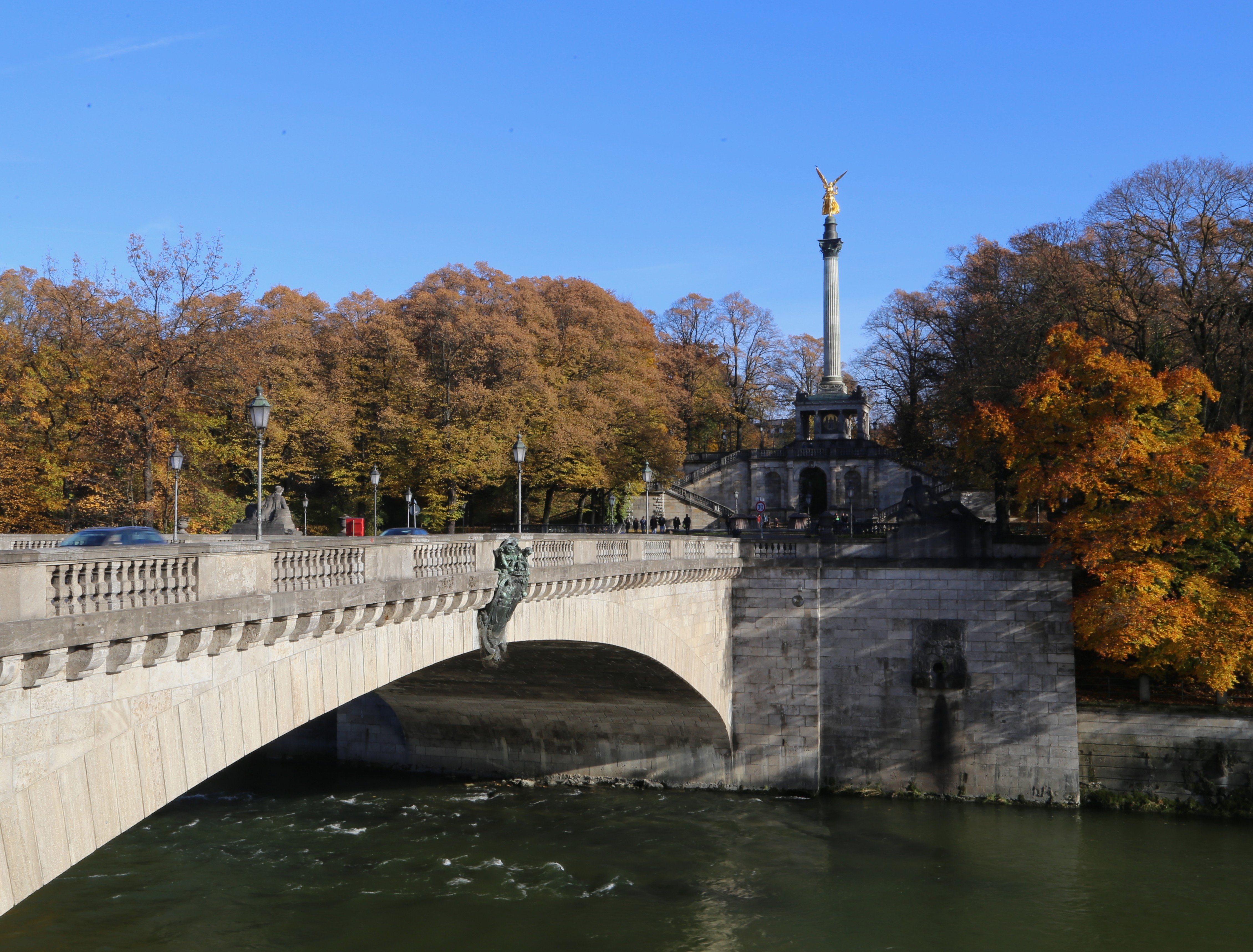
Les courses en ligne se terminent au Mémorial de la paix à Munich.

Les Championnats d'Europe de cyclisme sur route 2022 ont lieu du 14 au 21 août 2022 à Munich, en Allemagne, dans le cadre des championnats sportifs européens 2022.
Les championnats d'Europe juniors (moins de 19 ans) et espoirs (moins de 23 ans) ont lieu un mois avant, du 7 au 10 juillet, à Anadia au Portugal.

## Présentation
Le 16 mars 2022, en réponse à l'invasion de l'Ukraine par la Russie, le conseil d'administration des championnats d'Europe décident d'interdire la participation aux athlètes et officiels russes et biélorusses aux championnats.
La course en ligne masculine est tracée sur 207,9 kilomètres entre Murnau am Staffelsee et Munich. Pour les femmes, la course en ligne se déroule entre Landsberg am Lech et Munich sur 128,3 kilomètres. Les deux courses se terminent par des tours d'un circuit d'environ 13 kilomètres (cinq tours pour les hommes et deux pour les femmes). Les courses contre-la-montre ont lieu avec un départ et une arrivée à Fürstenfeldbruck sur des parcours de 24 kilomètres. Les épreuves espoirs (moins de 23 ans) et juniors (moins de 19 ans) ont lieu à Anadia au Portugal.

## Programme
Le programme est le suivant :
| Date                                      | Horaire                                   | Épreuve                                       | Distance                                  |
| Championnats juniors et espoirs à Anadia, | Championnats juniors et espoirs à Anadia, | Championnats juniors et espoirs à Anadia,     | Championnats juniors et espoirs à Anadia, |
| ----------------------------------------- | ----------------------------------------- | --------------------------------------------- | ----------------------------------------- |
| Jeudi 7 juillet                           | 10 h                                      | Femmes juniors - contre-la-montre individuel  | 022,0 km                                  |
| Jeudi 7 juillet                           | 11 h                                      | Hommes juniors - contre-la-montre individuel  | 022,0 km                                  |
| Jeudi 7 juillet                           | 15 h                                      | Femmes espoirs - contre-la-montre individuel  | 022,0 km                                  |
| Jeudi 7 juillet                           | 16 h                                      | Hommes espoirs - contre-la-montre individuel  | 022,0 km                                  |
| Vendredi 8 juillet                        | 10 h                                      | Juniors - contre-la-montre en relais mixte    | 044,0 km                                  |
| Vendredi 8 juillet                        | 11 h 30                                   | Espoirs - contre-la-montre en relais mixte    | 044,0 km                                  |
| Samedi 9 juillet                          | 10 h                                      | Femmes juniors - course en ligne individuelle | 83,1 km                                   |
| Samedi 9 juillet                          | 14 h                                      | Hommes juniors - course en ligne individuelle | 125,9 km                                  |
| Dimanche 10 juillet                       | 10 h                                      | Femmes espoirs - course en ligne individuelle | 104,5 km                                  |
| Dimanche 10 juillet                       | 14 h                                      | Hommes espoirs - course en ligne individuelle | 147,3 km                                  |
| Championnats élites de Munich             |                                           |                                               |                                           |
| Dimanche 14 août                          | 12 h 30                                   | Hommes élites - course en ligne individuelle  | 209,4 km                                  |
| Mercredi 17 août                          | 14 h                                      | Femmes élites - contre-la-montre individuel   | 24,0 km                                   |
| Mercredi 17 août                          | 17 h 30                                   | Hommes élites - contre-la-montre individuel   | 24,0 km                                   |
| Dimanche 21 août                          | 11 h 30                                   | Femmes élites - course en ligne individuelle  | 129,8 km                                  |

## Podiums

### Hommes
| Compétitions     | Or                 | Argent           | Bronze           |
| Hommes - élites  |                    |                  |                  |
| Course en ligne  | Fabio Jakobsen     | Arnaud Démare    | Tim Merlier      |
| Contre-la-montre | Stefan Bissegger   | Stefan Küng      | Filippo Ganna    |
| Hommes - Espoirs |                    |                  |                  |
| Course en ligne  | Felix Engelhardt   | Mathias Vacek    | Davide De Pretto |
| Contre-la-montre | Alec Segaert       | Fran Miholjević  | Eddy Le Huitouze |
| Hommes - Juniors |                    |                  |                  |
| Course en ligne  | Jan Christen       | Jørgen Nordhagen | Léo Bisiaux      |
| Contre-la-montre | Mathieu Kockelmann | Jens Verbrugghe  | Emil Herzog      |

### Femmes
| Compétitions     | Or                 | Argent            | Bronze              |
| Femmes - élites  |                    |                   |                     |
| Course en ligne  | Lorena Wiebes      | Elisa Balsamo     | Rachele Barbieri    |
| Contre-la-montre | Marlen Reusser     | Ellen van Dijk    | Riejanne Markus     |
| Femmes - Espoirs |                    |                   |                     |
| Course en ligne  | Shirin van Anrooij | Vittoria Guazzini | Fem van Empel       |
| Contre-la-montre | Shirin van Anrooij | Vittoria Guazzini | Marie Le Net        |
| Femmes - Juniors |                    |                   |                     |
| Course en ligne  | Églantine Rayer    | Eleonora Ciabocco | Federica Venturelli |
| Contre-la-montre | Justyna Czapla     | Églantine Rayer   | Febe Jooris         |

### Mixte
| Compétitions                       | Or                                                                                   | Argent                                                            | Bronze                                                                |
| Contre-la-montre en relais espoirs | Allemagne Maurice Ballerstedt Ricarda Bauernfeind Tobias Buck-Gramcko Linda Riedmann | Suisse Fabio Christen Jasmin Liechti Annika Liehner Arnaud Tendon | Pays-Bas Lars Boven Mischa Bredewold Femke Gerritse Tim Marsman       |
| Contre-la-montre en relais juniors | Italie Alessandro Cattani Nicolas Milesi Alice Toniolli Valentina Zanzi              | Allemagne Hannah Kunz Louis Leidert Jette Simon Fabian Wünstel    | Estonie Elisabeth Ebras Oliver Rüster Laura Lizette Sander Lauri Tamm |

## Classements

### Course en ligne masculine
| Pos                        | Cycliste           | Pays     |    | Temps           |
| -------------------------- | ------------------ | -------- | -- | --------------- |
|                            | Fabio Jakobsen     | Pays-Bas | en | 4 h 38 min 49 s |
| Médaille d'argent, Europe  | Arnaud Démare      | France   | +  | 0 s             |
| Médaille de bronze, Europe | Tim Merlier        | Belgique |    | 0 s             |
| 4                          | Danny van Poppel   | Pays-Bas |    | 0 s             |
| 5                          | Sam Bennett        | Irlande  |    | 0 s             |
| 6                          | Luka Mezgec        | Slovénie |    | 0 s             |
| 7                          | Elia Viviani       | Italie   |    | 0 s             |
| 8                          | Alexander Kristoff | Norvège  |    | 0 s             |
| 9                          | Jon Aberasturi     | Espagne  |    | 0 s             |
| 10                         | Mads Pedersen      | Danemark |    | 0 s             |

### Contre-la-montre masculin
| Pos                        | Cycliste         | Pays     |    | Temps      |
| -------------------------- | ---------------- | -------- | -- | ---------- |
|                            | Stefan Bissegger | Suisse   | en | 27 min 5 s |
| Médaille d'argent, Europe  | Stefan Küng      | Suisse   | +  | 1 s        |
| Médaille de bronze, Europe | Filippo Ganna    | Italie   |    | 9 s        |
| 4                          | Mikkel Bjerg     | Danemark |    | 27 s       |
| 5                          | Maciej Bodnar    | Pologne  |    | 37 s       |
| 6                          | Ben Healy        | Irlande  |    | 56 s       |
| 7                          | Kévin Vauquelin  | France   |    | 1 min 12 s |
| 8                          | Morten Hulgaard  | Danemark |    | 1 min 13 s |
| 9                          | Jos van Emden    | Pays-Bas |    | 1 min 22 s |
| 10                         | Tanel Kangert    | Estonie  |    | 1 min 26 s |

### Course en ligne masculine des moins de 23 ans
| Pos                        | Cycliste            | Pays      |    | Temps           |
| -------------------------- | ------------------- | --------- | -- | --------------- |
|                            | Felix Engelhardt    | Allemagne | en | 3 h 37 min 27 s |
| Médaille d'argent, Europe  | Mathias Vacek       | Tchéquie  | +  | 0 s             |
| Médaille de bronze, Europe | Davide De Pretto    | Italie    |    | 0 s             |
| 4                          | Erik Fetter         | Hongrie   |    | 0 s             |
| 5                          | Matevž Govekar      | Slovénie  |    | 0 s             |
| 6                          | Nicolò Parisini     | Italie    |    | 3 s             |
| 7                          | Nicolò Buratti      | Italie    |    | 3 s             |
| 8                          | Pavel Bittner       | Tchéquie  |    | 3 s             |
| 9                          | Maurice Ballerstedt | Allemagne |    | 3 s             |
| 10                         | Paul Penhoët        | France    |    | 3 s             |

### Contre-la-montre des moins de 23 ans
| Pos                        | Cycliste            | Pays       |    | Temps       |
| -------------------------- | ------------------- | ---------- | -- | ----------- |
|                            | Alec Segaert        | Belgique   | en | 27 min 25 s |
| Médaille d'argent, Europe  | Fran Miholjević     | Croatie    | +  | 50 s        |
| Médaille de bronze, Europe | Eddy Le Huitouze    | France     |    | 52 s        |
| 4                          | Fabian Weiss        | Suisse     |    | 58 s        |
| 5                          | Jonathan Vervenne   | Belgique   |    | 1 min 11 s  |
| 6                          | Darren Rafferty     | Irlande    |    | 1 min 11 s  |
| 7                          | Lorenzo Milesi      | Italie     |    | 1 min 13 s  |
| 8                          | Iván Romeo          | Espagne    |    | 1 min 15 s  |
| 9                          | Arthur Kluckers     | Luxembourg |    | 1 min 20 s  |
| 10                         | Maurice Ballerstedt | Allemagne  |    | 1 min 20 s  |

### Course en ligne masculine des juniors
| Pos                        | Cycliste              | Pays     |    | Temps           |
| -------------------------- | --------------------- | -------- | -- | --------------- |
|                            | Jan Christen          | Suisse   | en | 2 h 42 min 10 s |
| Médaille d'argent, Europe  | Jørgen Nordhagen      | Norvège  | +  | 19 s            |
| Médaille de bronze, Europe | Léo Bisiaux           | France   |    | 2 min 2 s       |
| 4                          | Robbe Dhondt          | Belgique |    | 2 min 30 s      |
| 5                          | Max van der Meulen    | Pays-Bas |    | 2 min 30 s      |
| 6                          | Romet Pajur           | Estonie  |    | 2 min 33 s      |
| 7                          | Dario Belletta        | Italie   |    | 2 min 33 s      |
| 8                          | Noa Isidore           | France   |    | 2 min 33 s      |
| 9                          | Žak Eržen             | Slovénie |    | 2 min 33 s      |
| 10                         | Benjamin Eckerstorfer | Autriche |    | 2 min 33 s      |

### Contre-la-montre masculin des juniors
| Pos                        | Cycliste           | Pays       |    | Temps      |
| -------------------------- | ------------------ | ---------- | -- | ---------- |
|                            | Mathieu Kockelmann | Luxembourg | en | 28 min 6 s |
| Médaille d'argent, Europe  | Jens Verbrugghe    | Belgique   | +  | 19 s       |
| Médaille de bronze, Europe | Emil Herzog        | Allemagne  |    | 35 s       |
| 4                          | Duarte Marivoet    | Belgique   |    | 35 s       |
| 5                          | Jan Christen       | Suisse     |    | 36 s       |
| 6                          | Nicolas Milesi     | Italie     |    | 45 s       |
| 7                          | Thibaud Gruel      | France     |    | 1 min 8 s  |
| 8                          | Pavel Novák        | Tchéquie   |    | 1 min 9 s  |
| 9                          | António Morgado    | Portugal   |    | 1 min 14 s |
| 10                         | Jørgen Nordhagen   | Norvège    |    | 1 min 20 s |

### Course en ligne féminine
| Pos                        | Cycliste                | Pays      |    | Temps           |
| -------------------------- | ----------------------- | --------- | -- | --------------- |
|                            | Lorena Wiebes           | Pays-Bas  | en | 2 h 59 min 20 s |
| Médaille d'argent, Europe  | Elisa Balsamo           | Italie    | +  | 0 s             |
| Médaille de bronze, Europe | Rachele Barbieri        | Italie    |    | 0 s             |
| 4                          | Lisa Brennauer          | Allemagne |    | 0 s             |
| 5                          | Daria Pikulik           | Pologne   |    | 0 s             |
| 6                          | Maria Martins           | Portugal  |    | 0 s             |
| 7                          | Emma Norsgaard Bjerg    | Danemark  |    | 0 s             |
| 8                          | Emilia Fahlin           | Suède     |    | 0 s             |
| 9                          | Gladys Verhulst         | France    |    | 0 s             |
| 10                         | Christina Schweinberger | Autriche  |    | 0 s             |

### Contre-la-montre féminin
| Pos                        | Cycliste                 | Pays     |    | Temps       |
| -------------------------- | ------------------------ | -------- | -- | ----------- |
|                            | Marlen Reusser           | Suisse   | en | 30 min 59 s |
| Médaille d'argent, Europe  | Ellen van Dijk           | Pays-Bas | +  | 6 s         |
| Médaille de bronze, Europe | Riejanne Markus          | Pays-Bas |    | 28 s        |
| 4                          | Audrey Cordon-Ragot      | France   |    | 54 s        |
| 5                          | Anna Kiesenhofer         | Autriche |    | 1 min 1 s   |
| 6                          | Juliette Labous          | France   |    | 1 min 2 s   |
| 7                          | Julie Van de Velde       | Belgique |    | 1 min 31 s  |
| 8                          | Christina Schweinberger  | Autriche |    | 1 min 33 s  |
| 9                          | Elena Hartmann           | Suisse   |    | 1 min 38 s  |
| 10                         | Agnieszka Skalniak-Sójka | Pologne  |    | 1 min 51 s  |

### Course en ligne féminine des moins de 23 ans
| Pos                        | Cycliste            | Pays     |    | Temps           |
| -------------------------- | ------------------- | -------- | -- | --------------- |
|                            | Shirin van Anrooij  | Pays-Bas | en | 2 h 57 min 41 s |
| Médaille d'argent, Europe  | Vittoria Guazzini   | Italie   | +  | 11 s            |
| Médaille de bronze, Europe | Fem van Empel       | Pays-Bas |    | 11 s            |
| 4                          | Silvia Zanardi      | Italie   |    | 11 s            |
| 5                          | Maike van der Duin  | Pays-Bas |    | 11 s            |
| 6                          | Noemi Rüegg         | Suisse   |    | 11 s            |
| 7                          | Dominika Włodarczyk | Pologne  |    | 11 s            |
| 8                          | Marie Le Net        | France   |    | 11 s            |
| 9                          | Shari Bossuyt       | Belgique |    | 11 s            |
| 10                         | Mari Hole Mohr      | Norvège  |    | 11 s            |

### Contre-la-montre féminin des moins de 23 ans
| Pos                        | Cycliste            | Pays      |    | Temps       |
| -------------------------- | ------------------- | --------- | -- | ----------- |
|                            | Shirin van Anrooij  | Pays-Bas  | en | 31 min 34 s |
| Médaille d'argent, Europe  | Vittoria Guazzini   | Italie    | +  | 11 s        |
| Médaille de bronze, Europe | Marie Le Net        | France    |    | 12 s        |
| 4                          | Shari Bossuyt       | Belgique  |    | 1 min 3 s   |
| 5                          | Ricarda Bauernfeind | Allemagne |    | 1 min 13 s  |
| 6                          | Tetiana Yashchenko  | Ukraine   |    | 1 min 28 s  |
| 7                          | Noemi Rüegg         | Suisse    |    | 1 min 37 s  |
| 8                          | Francesca Barale    | Italie    |    | 2 min 3 s   |
| 9                          | Linda Riedmann      | Allemagne |    | 2 min 12 s  |
| 10                         | Maike van der Duin  | Pays-Bas  |    | 2 min 16 s  |

### Course en ligne féminine des juniors
| Pos                        | Cycliste              | Pays      |    | Temps           |
| -------------------------- | --------------------- | --------- | -- | --------------- |
|                            | Églantine Rayer       | France    | en | 2 h 32 min 38 s |
| Médaille d'argent, Europe  | Eleonora Ciabocco     | Italie    | +  | 0 s             |
| Médaille de bronze, Europe | Federica Venturelli   | Italie    |    | 2 s             |
| 4                          | Francesca Pellegrini  | Italie    |    | 28 s            |
| 5                          | Nienke Vinke          | Pays-Bas  |    | 28 s            |
| 6                          | Lise Ménage           | France    |    | 28 s            |
| 7                          | Xaydée Van Sinaey     | Belgique  |    | 30 s            |
| 8                          | Justyna Czapla        | Allemagne |    | 30 s            |
| 9                          | Daniela Schmidsberger | Autriche  |    | 30 s            |
| 10                         | Gaia Segato           | Italie    |    | 33 s            |

### Contre-la-montre féminin des juniors
| Pos                        | Cycliste            | Pays      |    | Temps       |
| -------------------------- | ------------------- | --------- | -- | ----------- |
|                            | Justyna Czapla      | Allemagne | en | 33 min 30 s |
| Médaille d'argent, Europe  | Églantine Rayer     | France    | +  | 45 s        |
| Médaille de bronze, Europe | Febe Jooris         | Belgique  |    | 48 s        |
| 4                          | Federica Venturelli | Italie    |    | 48 s        |
| 5                          | Nienke Vinke        | Pays-Bas  |    | 56 s        |
| 6                          | Wilma Aintila       | Finlande  |    | 1 min 18 s  |
| 7                          | Xaydée Van Sinaey   | Belgique  |    | 1 min 22 s  |
| 8                          | Fiona Zimmermann    | Suisse    |    | 1 min 34 s  |
| 9                          | Magdalena Fuchs     | Allemagne |    | 1 min 44 s  |
| 10                         | Malwina Mul         | Pologne   |    | 1 min 45 s  |

## Tableau des médailles
| Rang  | Nation     | Or | Argent | Bronze | Total |
| ----- | ---------- | -- | ------ | ------ | ----- |
| 1     | Pays-Bas   | 4  | 1      | 3      | 8     |
| 2     | Suisse     | 3  | 2      | 0      | 5     |
| 3     | Allemagne  | 3  | 1      | 1      | 5     |
| 4     | Italie     | 1  | 4      | 4      | 9     |
| 5     | France     | 1  | 2      | 3      | 6     |
| 6     | Belgique   | 1  | 1      | 2      | 4     |
| 7     | Luxembourg | 1  | 0      | 0      | 1     |
| 8     | Croatie    | 0  | 1      | 0      | 1     |
| 8     | Norvège    | 0  | 1      | 0      | 1     |
| 8     | Tchéquie   | 0  | 1      | 0      | 1     |
| 11    | Estonie    | 0  | 0      | 1      | 1     |
| Total | Total      | 14 | 14     | 14     | 42    |